# Campeonato Paranaense de Futebol de 2013 - Terceira Divisão
A Terceira Divisão do Campeonato Paranaense de Futebol 2013, é a 14ª edição da competição, a qual conta com a participação de 7 clubes. Sua organização, é de competência da Federação Paranaense de Futebol.

## Regulamento
- Primeira Fase: As sete equipes jogam entre si em turno e returno, folgando um time por rodada. Classificam-se a fase seguinte respectivamente, 1º e 2º colocados na classificação geral do torneio.
- Segunda Fase: Já com o acesso a Divisão de Acesso 2014 garantido, os dois clubes classificados decidem o título do torneio em dois jogos, sendo que o melhor qualificado disputa a segunda partida em seu estádio. Os critérios de desempate das finais são os seguintes: Saldo de gols, e se persistindo o empate, cobrança de pênaltis.

### Critérios de desempate
1. Maior número de vitórias;
2. Maior saldo de gols;
3. Maior número de gols a favor;
4. Menor número de cartões vermelhos;
5. Menor número de cartões amarelos;
6. Sorteio.

## Participantes em2013
| Equipe                            | Cidade                   | Região                           | No ano anterior                                                         | Estádio                                   | Capacidade | Títulos        | Participações |
| --------------------------------- | ------------------------ | -------------------------------- | ----------------------------------------------------------------------- | ----------------------------------------- | ---------- | -------------- | ------------- |
| Pato Branco Esporte Clube         | Pato Branco              | Microrregião de Pato Branco      | Primeira Fase                                                           | Estádio Os Pioneiros                      | 1.500      | 1 (2009)       | 4             |
| Sport Clube São José              | São José dos Pinhais     | Região Metropolitana de Curitiba | Segunda Fase                                                            | Estádio do Pinhão                         | 6.000      | 0 (não possui) | 2             |
| Sport Club Campo Mourão           | Campo Mourão             | Microrregião de Campo Mourão     | Primeira Fase                                                           | Estádio Municipal Roberto Brzezinski      | 3.948      | 0 (não possui) | 2             |
| Associação Portuguesa Londrinense | Londrina                 | Microrregião de Londrina         | Primeira fase                                                           | Estádio Uady Chaiben                      | 3.000      | 0 (não possui) | 2             |
| Futebol Clube Cascavel            | Cascavel                 | Microrregião de Cascavel         | Rebaixado do Campeonato Paranaense de Futebol de 2012 - Segunda Divisão | Estádio Olímpico Regional Arnaldo Busatto | 28.125     | 0 (não possui) | 2             |
| GRECAL                            | Campo Largo              | Região Metropolitana de Curitiba | Rebaixado do Campeonato Paranaense de Futebol de 2012 - Segunda Divisão | Estádio Municipal Atílio Gionédis         | 2.000      | 0 (não possui) | 3             |
| Sociedade Esportiva Platinense    | Santo Antônio da Platina | Microrregião de Jacarezinho      | Não Participou                                                          | Estádio José Eleutério da Silva           | 6.500      | 0 (não possui) | 5             |

- a ^  A Platinense abandonou a competição após o W.O. na partida contra o Grecal. Portanto, conforme o regulamento todos os seus jogos foram anulados.

## Primeira Fase
| Pos | Times                  | Pts | J  | V | E | D | GP | GC | SG  | %     | Classificação |
| --- | ---------------------- | --- | -- | - | - | - | -- | -- | --- | ----- | ------------- |
| 1   | FC Cascavel            | 21  | 10 | 6 | 3 | 1 | 21 | 7  | 14  | 70%   | Finalistas    |
| 2   | São José               | 17  | 10 | 5 | 2 | 3 | 19 | 15 | 4   | 56,6% | Finalistas    |
| 3   | Pato Branco            | 17  | 10 | 5 | 2 | 3 | 17 | 14 | 3   | 56,6% | Eliminados    |
| 4   | Portuguesa Londrinense | 13  | 10 | 3 | 4 | 3 | 19 | 12 | 7   | 43,3% | Eliminados    |
| 5   | Grecal                 | 5   | 10 | 1 | 2 | 7 | 6  | 26 | -20 | 16,6% | Eliminados    |
| 6   | Campo Mourão [a]       | 4   | 10 | 3 | 1 | 6 | 10 | 18 | -8  | 13,3% | Eliminados    |

|                        | CMO | CAS | GRE | PAT | POR | SJO |
| ---------------------- | --- | --- | --- | --- | --- | --- |
| Campo Mourão           | –   | 0-4 | 1-0 | 1-0 | 4-3 | 2-3 |
| Cascavel               | 1-0 | –   | 4-0 | 3-0 | 0-0 | 1-0 |
| Grecal                 | 1-1 | 0-2 | –   | 0-2 | 2-2 | 0-6 |
| Pato Branco            | 1-0 | 3-2 | 5-0 | –   | 0-0 | 3-1 |
| Portuguesa Londrinense | 4-1 | 2-2 | 3-0 | 4-0 | –   | 1-2 |
| São José               | 1-0 | 2-2 | 0-3 | 3-3 | 1-0 | –   |

### Desempenho por rodada
Clubes que ficaram na primeira colocação ao final de cada rodada:
| Rodadas | Rodadas | Rodadas | Rodadas | Rodadas | Rodadas | Rodadas | Rodadas | Rodadas | Rodadas | Rodadas | Rodadas | Rodadas | Rodadas |
| ------- | ------- | ------- | ------- | ------- | ------- | ------- | ------- | ------- | ------- | ------- | ------- | ------- | ------- |
| 1       | 2       | 3       | 4       | 5       | 6       | 7       | 8       | 9       | 10      | 11      | 12      | 13      | 14      |
| CAS     |         |         |         |         |         |         |         |         |         |         |         |         |         |

Clubes que ficaram na última colocação ao final de cada rodada:
| Rodadas | Rodadas | Rodadas | Rodadas | Rodadas | Rodadas | Rodadas | Rodadas | Rodadas | Rodadas | Rodadas | Rodadas | Rodadas | Rodadas |
| ------- | ------- | ------- | ------- | ------- | ------- | ------- | ------- | ------- | ------- | ------- | ------- | ------- | ------- |
| 1       | 2       | 3       | 4       | 5       | 6       | 7       | 8       | 9       | 10      | 11      | 12      | 13      | 14      |
| GRE     | GRE     | GRE     | GRE     | GRE     | GRE     | CMO     | CMO     | CMO     | CMO     | CMO     | CMO     | CMO     | CMO     |

## Final
Jogo de ida
| 8 de dezembro | São José | 1 – 2 | Futebol Clube Cascavel | Emílio Gomes |
|               |          |       |                        |              |

Jogo de volta
| 15 de dezembro | Futebol Clube Cascavel | 3–0 | São José | Olímpico Regional |
|                |                        |     |          |                   |

## Artilharia
| Gols | Jogador       | Time                   |
| ---- | ------------- | ---------------------- |
| 8    | Totó          | Portuguesa Londrinense |
| 7    | Maicon Silva  | São José               |
| 6    | Willian Tarta | FC Cascavel            |
| 5    | Wellington    | Campo Mourão           |
| 4    | Alex Ricardo  | FC Cascavel            |

## Maiores públicos
Esses são os cinco maiores públicos do Campeonato:
| Nº | Público | Mandante    | Placar | Visitante              | Estádio           | Data           | Rodada |
| -- | ------- | ----------- | ------ | ---------------------- | ----------------- | -------------- | ------ |
| 1  | 817     | Pato Branco | 5 – 0  | Grecal                 | Os Pioneiros      | 17 de novembro | 12ª    |
| 2  | 756     | Pato Branco | 3 – 1  | São José               | Os Pioneiros      | 6 de outubro   | 6ª     |
| 3  | 627     | Pato Branco | 1 – 0  | Campo Mourão           | Os Pioneiros      | 1 de setembro  | 1ª     |
| 4  | 434     | FC Cascavel | 1 – 0  | São José               | Olímpico Regional | 8 de setembro  | 2ª     |
| 5  | 373     | Pato Branco | 0 – 0  | Portuguesa Londrinense | Os Pioneiros      | 27 de outubro  | 9ª     |

- Apenas público pagante.

## Premiação
| Campeonato Paranaense de Futebol de 2013 - Terceira Divisão |
| ----------------------------------------------------------- |
| Campeão Futebol Clube Cascavel (1º Título)                  |